# Trachelipus svenhedini
Trachelipus svenhedini là một loài chân đều trong họ Trachelipodidae. Loài này được Verhoeff miêu tả khoa học năm 1941.